# Ripogenites
Ripogenites is een geslacht van kevers uit de familie van de loopkevers (Carabidae). De wetenschappelijke naam van het geslacht is voor het eerst geldig gepubliceerd in 1954 door Basilewsky.

## Soorten
Het geslacht Ripogenites omvat de volgende soorten:
- Ripogenites gigas Basilewsky, 1954
- Ripogenites obsoletus Basilewsky, 1954